# 土屋昌明
土屋 昌明（つちや まさあき、1960年 - ）は、日本の中国文学者。専修大学経済学部教授。専門は中国文学・思想史・文学論。

## 経歴
神奈川県生まれ。國學院大學文学部卒業。國學院大学大学院文学研究科博士課程修了。西安交通大学、中国人民大学、富士フェニックス短期大学の講師を経て、現職。

## 著書
- 『神仙幻想―道教的生活 (シリーズ道教の世界)』 春秋社、2002年10月。ISBN 978-4393312759

### 共著
- 『目撃!文化大革命 映画「夜明けの国」を読み解く』 太田出版、2008年4月。ISBN 978-4778311100

鈴木一誌、前田年昭、中島隆博、下澤和義、印紅標、森瑞枝 共著
- 『道教美術の可能性 アジア遊学』齋藤龍一・鈴木健郎 共編著、勉誠出版、2010年6月。ISBN 978-4585104308
- 『変貌する現代国際経済』田中秀臣 共著、専修大学出版局、2012年2月。ISBN 978-4881252642

### 編集
- 『東アジア社会における儒教の変容』 専修大学出版局、2007年10月。ISBN 978-4881251980

### 翻訳
- ソランジュ・ブラン 『北京1966―フランス女性が見た文化大革命』下澤和義共訳、勉誠出版、2012年12月。ISBN 978-4585220466
- 廖亦武『銃弾とアヘン―「六四天安門」生と死の記憶』鳥本まさき・及川淳子共訳、白水社、2019年7月。ISBN 978-4560096987